# Teddy und der Rosenkavalier
Teddy und der Rosenkavalier ist eine deutsche Filmkomödie aus dem Jahr 1916. Sie erschien als Teil der Stummfilmreihe Teddy. Hauptdarsteller ist Paul Heidemann.

## Handlung
Teddy und sein Vater sind beide in eine Opernsängerin verliebt. Der Vater beschenkt die Künstlerin, sie jedoch glaubt, das Geschenk sei vom Sohn. Am Ende kann Teddy die Gunst der Sängerin gewinnen.

## Hintergrund
Der Film hat eine Länge von drei Akten. Produziert wurde er von Teddy-Film als achter Film der Reihe. Teddy und der Rosenkavalier wurde von der Polizei Berlin unter der Nummer 38795 mit einem Jugendverbot belegt. Der Film lief unter anderem Anfang 1916 in den Berliner Union-Theatern. Paul Heidemann ist im Film auch in Frauenkleidern zu sehen.

## Kritik
Die zeitgenössische Kritik befand, dass Teddy und der Rosenkavalier „ein überaus lustiger Film“ sei und fasste zusammen: „Der flotte Schwankton, der angeschlagen […] wurde, kommt dem Stücke sehr zugute und sichert ihm seinen verdienten Erfolg.“